# Naval Station Norfolk

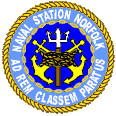
Abzeichen der Naval Station Norfolk

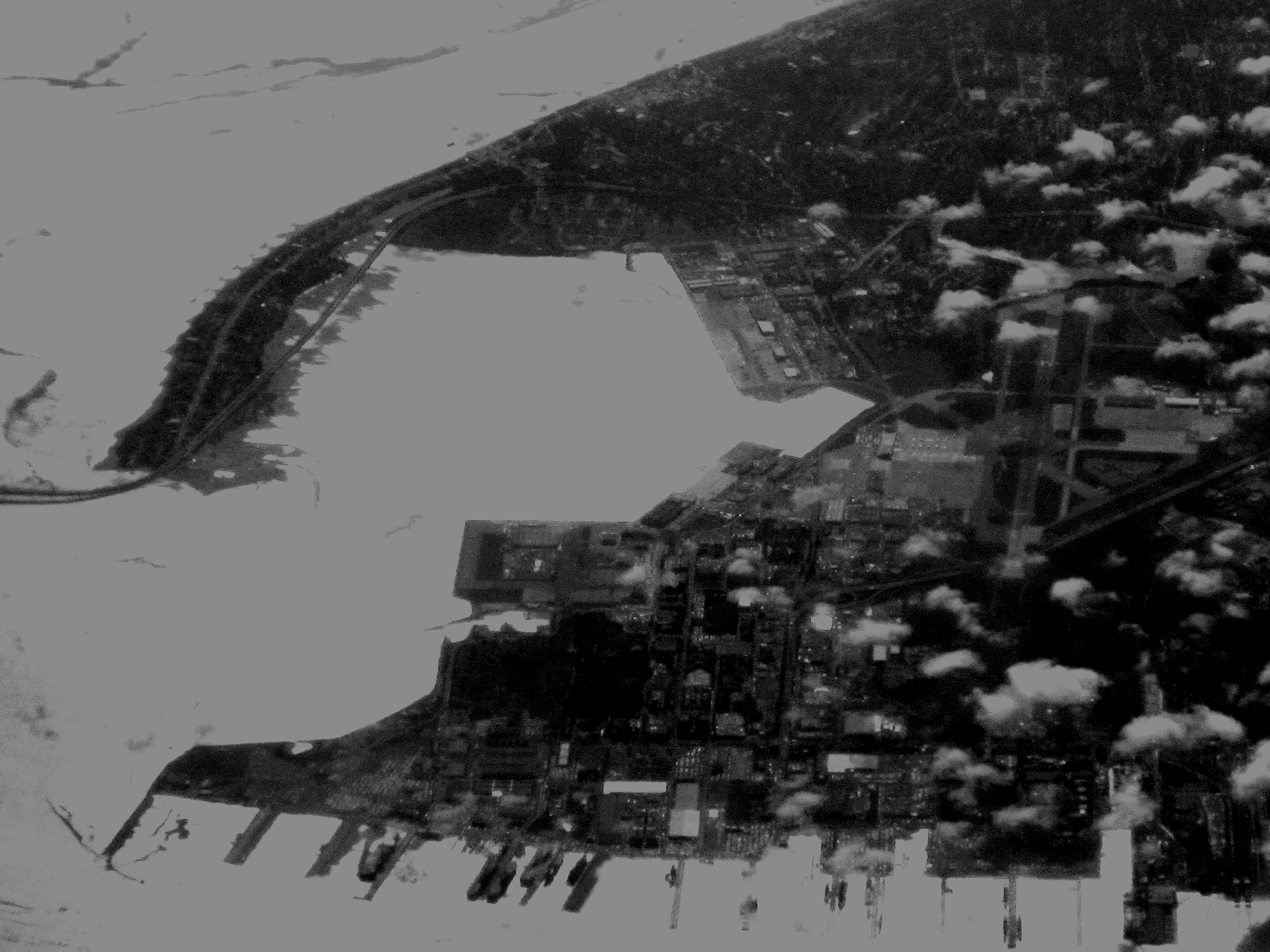
Marinestation Norfolk 2009

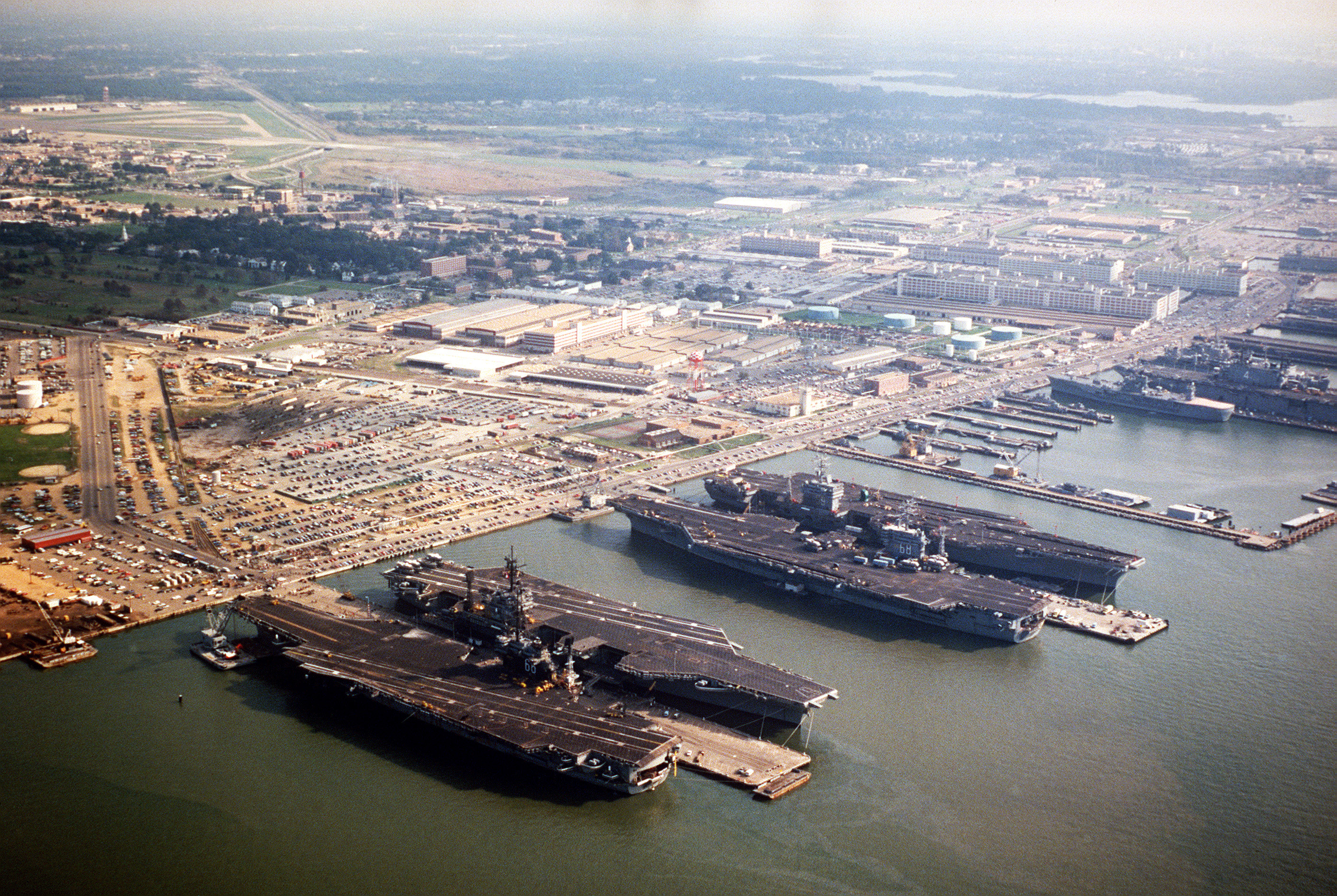
Luftbild der Basis 1985

Die Naval Station Norfolk ist ein Stützpunkt  der United States Navy in Norfolk, Virginia. Sie liegt auf der Halbinsel Sewell’s Point an Hampton Roads. Sie ist die größte Marinebasis der Welt.

## Geschichte
Nachdem 1907 auf dem Gelände der späteren Basis die Jamestown Exposition stattgefunden hatte, befanden Marineoffiziere, dass das Gelände gut für Marineaktivitäten geeignet sei. Da die Navy jedoch im folgenden Jahr ein Schiff kaufte, konnte sie das Land nicht bezahlen. Erst nach dem Eintritt in den Ersten Weltkrieg (April 1917) erwarb Marineminister Josephus Daniels den Grund für 1,2 Millionen US-Dollar. Weitere 1,6 Millionen wurden für den Aufbau aufgewendet. Das Material, das beim Aushub der Liegeplätze anfiel, wurde genutzt, um weiteres Land in der Umgebung trockenzulegen, wodurch die Basis weiter vergrößert werden konnte. Schon 1918 wurde der angelegte Flugplatz ausgegliedert, jedoch befindet sich mit dem Naval Station Norfolk Chambers Field (IATA: NGU, ICAO: KNGU, FAA LID: NGU) heute wieder ein Flugplatz innerhalb der Basis.
Nach dem Krieg wurde die Basis weniger genutzt; Ende der 1930er Jahre begann eine Wiederbelebung. Der Zweite Weltkrieg sorgte für einen neuerlichen Schub. 1953 wurde der Name der Basis von Naval Operating Base in Naval Station Norfolk geändert.
Heute ist die Basis permanenter Heimathafen für vier Flugzeugträgerkampfgruppen, über 30 andere Kriegsschiffe, acht Schiffe für amphibische Kriegsführung und sechs U-Boote.

## Zwischenfälle
- Am 26. September 1961 ging an einer Douglas DC-7 der US-amerikanischen Overseas National Airways (ONA) (Luftfahrzeugkennzeichen N317A) im Anflug auf die Naval Station Norfolk der Hydraulikdruck verloren. Etwa 430 Meter nach dem Aufsetzen geriet die Maschine nach links von der Landebahn ab und prallte gegen eine Böschung. Das Flugzeug wurde irreparabel beschädigt. Ein beitragender Faktor waren die mangelhaften Kenntnisse des Kapitäns über die Flugzeugsysteme und die Verfahren bei Hydraulikausfall. Alle fünf Besatzungsmitglieder, die einzigen Insassen auf dem Überführungsflug, überlebten den Unfall.[1]

- Am 21. März 1966 flog der Erste Offizier einer Canadair CL-44D4-2 der US-amerikanischen Flying Tiger Line (N453T) die Maschine im Anflug auf die Naval Station Norfolk sehr steil an und setzte sie auf dem Bugfahrwerk und dem linken Hauptfahrwerk auf. Die linke Tragfläche riss ab, das Flugzeug zerlegte sich und der Rumpf kam in Rückenlage zum Stillstand. Der Erste Offizier hatte keine Lizenz für mehrmotorige Flugzeuge und nur 18 Stunden Flugerfahrung auf diesem Typ. Alle sechs Besatzungsmitglieder, die einzigen Insassen auf dem Frachtflug, überlebten den Unfall dennoch.[2]